# 水晶反射板
水晶反射板（すいしょうはんしゃばん）は、フルートの部品である反射板の一種。反射板は頭部管内のヘッドスクリュー部にある直径17mm程度の円盤で、厚み1mm程度の銀板や金板が使用されていたが、水晶反射板はこの金属板を水晶に置き換え音声の反射性能を向上させた物である。日本で開発されており仕様及び構造から大きく二つに分類される。

## コルクヘッドスクリュー (クリスタルトーン)
スクリュー(金属ネジ)とこれに溶接した金属板に水晶を取り付けたもの。これまでのコルクを用いて頭部管内に取り付けられるものでクラウンが頭部管トップに届くスクリュー(金属ネジ)にねじ込まれて取り付く。比較的容易に交換が可能であり、反射面が水晶であることで音/振動の反射効率は向上する。

## 水晶ペレット(水晶ペレットベル/ホーン)
円柱状にカットした水晶(ペレット)の一方を円錐状に深く削り込んだベルと大きく球面状に削り込んだホーンがある。頭部管内に取り付ける為にゴムリングなどを用いており水晶が頭部管内部に接触することは無い。スクリュー(金属ネジ)が無いため通常のクラウンは取り付けできない。水晶単体の反射装置である為に、これまでのコルクや金属等の複合反射装置と比べて反射歪みが発生し難いと考えられる。 
CE flute社ハンガリーの工房　フルートプラグ(反射板装置)が発売されました。(2022年頃発売されている)
その形状が(水晶ペレットベル/ホーン)に似ています。試しに水晶ペレットをホーン側を反射面にしてみたところフルートプラグと同等のクラシカルな音色と音階が再現出来ました。